# Indie Cindy
Indie Cindy is het vijfde studioalbum van de Amerikaanse alternatieve rockband Pixies uit 2014. Het is het eerste album van de Pixies in 23 jaar en het eerste album zonder bassiste Kim Deal.
Het album is een compilatie van drie ep's die de band in 2012 heeft opgenomen. Het bereikte de 23e plaats op de Nederlandse Album Top 100.

## Nummers
| Nr. | Titel                    | Duur |
| --- | ------------------------ | ---- |
| 1.  | What Goes Boom           | 3:23 |
| 2.  | Greens and Blues         | 3:46 |
| 3.  | Indie Cindy              | 4:41 |
| 4.  | Bagboy                   | 4:52 |
| 5.  | Magdalena 318            | 3:26 |
| 6.  | Silver Snail             | 3:29 |
| 7.  | Blue Eyed Hexe           | 3:11 |
| 8.  | Ring the Bell            | 3:34 |
| 9.  | Another Toe in the Ocean | 3:46 |
| 10. | Andro Queen              | 3:23 |
| 11. | Snakes                   | 3:45 |
| 12. | Jaime Bravo              | 4:24 |